# 宮崎虎喜
宮崎 虎喜（みやざき とらき、1873年（明治6年）10月6日 - 1946年（昭和21年）2月13日）は、大日本帝国陸軍軍人。最終階級は陸軍少将。位階勲等功級は従四位勲三等功四級。

## 経歴・人物
高知県香美郡夜須村西山（現・香南市夜須町西山）に生まれる。周馬・政の長男。高知県尋常中学校（現・高知県立高知追手前高等学校）から東京成城中学校に転校し、1897年（明治30年）陸軍士官学校第9期卒業。第3軍に属し、日露戦争に出征。
1913年（大正2年）台湾総督府陸軍副官、1920年（大正9年）8月に津連隊区司令官、1921年（大正10年）7月に陸軍歩兵大佐を経て、1922年（大正11年）8月に歩兵第45連隊長に任ぜられた。  
その後、1925年（大正14年）5月に富山連隊区司令官、同年8月に第9師団司令部附を経て、1926年（大正15年）3月2日に陸軍少将に昇進と同時に待命、同年3月22日に予備役に編入した。    